# Warwick (Angleterre)
Pour les articles homonymes, voir Warwick.
Warwick (/ˈwɒrɪk/ war-ick (le w central est muet))  est la capitale de  Warwickshire en Angleterre, avec une population de 25 434 habitants (au recensement de 2001). La ville est située sur les rives de la rivière Avon, à 18 km au sud de Coventry et à 4 km à l'ouest de Leamington Spa.
L'Université de Warwick est localisée à proximité du centre-ville.

## Histoire
Les traces d'activité humaine à Warwick remontent au néolithique et devient constante depuis le VIe siècle). Un burh Saxon a été créé à Warwick au IXe siècle) et le château de Warwick a été créé sur le site, en 1068, dans le cadre de la conquête normande de l'Angleterre. Le titre de comte de Warwick fut créée en 1088 et comtes ont contrôlé la ville pendant la période médiévale. Pendant cette période la ville fut fortifiée d'une muraille dont subsistent les portes Est et Ouest. Le château est devenu une forteresse en pierre, puis une maison de campagne et est aujourd'hui un site touristique très fréquenté.
Le grand incendie de Warwick en 1694 détruisit une grande partie de la ville médiévale et par conséquent la plupart des bâtiments actuels sont postérieurs cette période. Même si Warwick ne sera pas industrialisée au XIXe siècle), elle connaît une croissance depuis 1801, quand la population était de 5 592 habitants.

## Éducation
Il existe un certain nombre d'écoles secondaires situées à Warwick,dont Warwick School, une école indépendante pour les garçons, The King's High School for Girls, une école indépendante pour les filles, Myton School et Aylesford School, qui sont tous deux écoles d'État mixtes.

### Warwick School
Warwick School prétend être la plus ancienne école pour garçons en Angleterre. La date effective de sa fondation est inconnue, bien que 914 ait été cité dans certains cas. Durant quelques années, l'école a honoré le fait que le roi Édouard le Confesseur (v.1004-1066) en ait acté la fondation, bien qu'il n'existe pas de preuve directe à cet effet, et que le roi Henri VIII d'Angleterre ait refondé l'école en 1545. Quelle que soit la vérité, il ne fait aucun doute qu'il y a eu un lycée (grammar school) dans la ville de Warwick dès la conquête normande, et ce qui lui a succédé, l'école actuelle, occupe son site actuel au sud de la rivière Avon depuis 1879.

### Université de Warwick
L'université la plus proche est l'Université de Warwick, dont le nom prête à confusion car elle est située en dehors du comté de Warwickshire, à une douzaine de kilomètres au nord de Warwick dans la banlieue sud de Coventry, près de Kenilworth. Ajoutant à la confusion de la situation est le fait que Coventry n'est plus dans le comté de Warwickshire, mais est plutôt dans les West Midlands, conduisant à la situation actuelle où l'université chevauche les deux comtés.
L'université de Warwick est une université anglaise fondée en 1965. Elle est membre du Russell Group.

## Transports
Warwick est près de l'autoroute M40 et de la route A46.Il y a des bus.

## Jumelage
- Warwick, Rhode Island
- Saumur, Pays de la Loire
- Verden, Basse-Saxe
- Warwick, New York
- Warwick

## Personnes notoires originaires de Warwick
- Edgar Broughton Band (groupe de rock)
- John Fairfax (journaliste)
- Margaret Harrington (femme politique canadienne)
- John Hicks (Prix Nobel d'économie)
- Walter Savage Landor (poète)
- June Tabor (chanteuse de folk)
- Simon Taylor-Davis (guitariste principal des Klaxons)
- Naomi Freeth (chanteuse de pop)
- Sophie Turner (actrice)
- Charles Laite (acteur)

## Sources
- (en) Cet article est partiellement ou en totalité issu de l’article de Wikipédia en anglais intitulé « Charlecote Park » (voir la liste des auteurs).